# MG 30
Maschinengewehr 30 (MG 30) byl německý kulomet, který se ve 30. letech dostal do služby několika ozbrojených sil. Byl také upraven a stal se standardním německým leteckým kulometem jako MG 15 a MG 17. Významným je díky tomu, že se stal vzorem pro vývoj zbraní jako MG 34 a MG 42, a je tak jedním z hlavních předchůdců mnoha zbraní ve službě, které později našly široké uplatnění i v 21. století.
Vývoj MG 30 probíhal pod vedením Louise Stangeho v pobočce společnosti Rheinmetall ve městě Sömmerda. Výroba kulometů byla však v Německu na základě Versailleské smlouvy zakázána. Společnost Rheinmetall tato ustanovení obcházela získáním většinového podílu švýcarského výrobce Waffenfabrik Solothurn AG a přemístěním výroby sem. Cílem bylo získat objednávky na přezbrojení Reichswehru, který modernizoval svůj arzenál.
Reichswehr však návrh zamítl a přijal kulomet MG 13. Rheinmetall se poté obrátila na jiné společnosti a udělila licenci k výrobě zbrojovce v Solothurnu ve Švýcarsku a firmě Steyr-Daimler-Puch v Rakousku. Brzy následovala výroba a zbraň byla zařazena do služby u ozbrojených sil obou zemí jako Solothurn S2-200 a Maschinengewehr Solothurn 1930 nebo MG 30. 2000–3000 ks bylo zakoupeno také Maďarskem, kde byly známé jako Solothurn 31.M Golyószóró.